# 月本昭男
月本 昭男（つきもと あきお、1948年5月20日 - ）は、日本のアッシリア学者・聖書学者・宗教学者。立教大学名誉教授、上智大学名誉教授。公益財団法人古代オリエント博物館（池袋）館長。長野県出身。

## 人物・来歴
長野県生まれ。1971年東京大学文学部宗教学・宗教史学科卒業。78年同大学院人文科学研究科宗教学・宗教史学専攻博士課程中退。1980年ドイツ・テュービンゲン大学文化学部修了、Dr. Phil．の学位を取得。::※学位論文「古代メソポタミアにおける死者供養の研究」が、ドイツの学術叢書『旧約聖書と古代オリエント』の一冊として出版される。1981年立教大学一般教育部人文・社会科学科専任講師。83年助教授。91年教授。1995年立教大学文学部キリスト教学科教授。1998年、立教大学コミュニティ福祉学部コミュニティ福祉学科教授。2002年立教大学文学部キリスト教学科 教授。2014年立教大学を定年退職、名誉教授、上智大学神学部神学科特任教授。2016年公益財団法人古代オリエント博物館館長。2022年上智大学名誉教授。

## 著書

### 単著
- Untersuchungen zur Totenpflege (kispum) im alten Mesopotamien, Neukirchen-Vluyn: Neukirchner Verlag, 1985。※楔形文書資料に基づく古代メソポタミアの死者供養の研究 [2][5] 。
- 『目で見る聖書の時代』横山匡写真 日本基督教団出版局 1994
- 『創世紀注解 I』〈リーフ・バイブル・コンメンタリーシリーズ〉日本基督教団・宣教委員会「"現代の宣教"のための聖書注解書」刊行委員会編 日本キリスト教団出版局 1996
- 『詩篇の思想と信仰』全6巻 新教出版社
  - I（第1篇から第25篇まで）2003
  - II（第26篇から第50篇まで）2006
  - III（第51篇から第75篇まで）2011
  - IV（第76篇から第100篇まで）2013
  - V（第101篇から第125篇まで）2020
  - VI（第126篇から第150篇まで）2018
- 『悲哀をこえて 旧約聖書における歴史と信仰』教文館 2005
- 『古典としての旧約聖書』聖公会出版 2008／増補・ちくま学芸文庫 2025

※日本旧約学会での公開講演「原初史の主題」など、過去3年間に行われた5つの講演を収めたもの。文庫は講演5編を増補
- 『古代メソポタミアの神話と儀礼』岩波書店 2010
- 『旧約聖書に見るユーモアとアイロニー』教文館 2014
- 『この世界の成り立ちについて 太古の文書を読む』ぷねうま舎 2014
- 『見えない神を信ずる：月本昭男講演集』日本キリスト教団出版局 2022
- NHKブックス『物語としての旧約聖書　人類史に何をもたらしたのか』NHK出版  2024

### 共編著・監修
- 『聖書の世界』監修 前田信二 光文社文庫 1987
- 『宗教と寛容』竹内整一共編 大明堂 1993
- 『現代聖書講座 第1巻　聖書の風土・歴史・社会』小林稔共編 日本基督教団出版局 1996
- 『創成神話の研究』編 リトン 1996
- 『古代イスラエル預言者の思想的世界』金井美彦・山我哲雄共編 新教出版社 1997
- 『岩波講座 世界歴史 2 オリエント世界 - 7世紀』岩波書店 1998

※執筆担当：「前二千年紀西アジアの局外者たち：ハビル、ハバトゥ、フプシュ」253-270頁
- 『聖書と日本人』鈴木範久監修 佐藤研共編 大明堂 宝積比較宗教・文化叢書 2000
- 『歴史と時間』編 〈歴史を問う 2〉岩波書店 2002

※執筆担当：「歴史と時間  古代イスラエルの場合」3-60頁 
- 『図説 地図とあらすじで読む 聖地エルサレム』監修 青春出版社 2005
  - 『図説 地図とあらすじでわかる! 聖地エルサレム』監修 青春新書インテリジェンス　2009。※2005年刊を加筆・修正。NCID BB00071054
- 『図説 聖書：聖書の内容が一気にわかる決定版!』監修 学習研究社 2006
  - 『図説 聖書の世界：壮大な聖書の物語を凝縮した決定版!!』山野貴彦・山吉智久共著 学習研究社 2008 ※2006年刊の改訂版 [8]。
- 『知の礎 原典で読むキリスト教』鈴木範久・佐藤研・菊地伸二・西原廉太共著 聖公会出版 2006
- 『エロヒム歌集 詩篇第42篇～第72篇講義』高橋三郎共著 教文館 2008
- 『エン・ゲヴ遺跡 発掘調査報告1998-2004』長谷川修一・小野塚拓造共編 リトン 2009
- 『面白くてよくわかる! 聖書：モーセの十戒からキリストの復活まで、「聖書」の常識を知る大人の教科書』監修 アスペクト 2010
- 『キリスト教を知りたい。：聖地 教会 聖書 聖人』監修〈Gakken mook〉 学研パブリッシング 2010
- 『キリスト教をもっと知りたい。：教会美術の名品でひもとくイエスの神話と聖人たちの伝説』〈Gakken mook〉監修 学研パブリッシング 2011
- 『完全保存版 キリスト教を知りたい。』監修 学研パブリッシング 2013 ※2010年刊『キリスト教を知りたい。』と2011年刊『キリスト教をもっと知りたい。』を再編集。NCID BB12932811
- 『完全版 図説 聖書の世界：聖書の壮大な物語をダイジェスト!』監修 学研パブリッシング 2011（初版 学習研究社2008年刊）NCID BB06873037
- 『決定版 図説 旧約・新約聖書』監修 学研パブリッシング 2012。※2011年刊『完全版 図説 聖書の世界』を再編集し、第3部を加筆。NCID BB11594429
  - 『図説 旧約・新約聖書入門』監修〈GP books〉学研プラス 2017 ※2012年刊『決定版 図説 旧約・新約聖書』を改題・再編集。NCID BB23769687
- 『群馬のキリスト者たち』山下智子編著 本井康博・宮﨑俊弥・ 鎌田正之・ 中村茂共著 聖公会出版 2012
- 『これならわかる!『旧約聖書』 3つの宗教からエヴァンゲリオンの成り立ちまでを網羅!!』〈Gakken mook〉監修 学研パブリッシング 2012
- 『世界の美しい教会 世界遺産の教会64か所を厳選』監修 学研パブリッシング 2013
- 『ほかに神があってはならない』大貫隆・西原廉太共監修 聖公会出版 2013
- 『宗教の誕生: 宗教の起源・古代の宗教』 山川出版社〈宗教の世界史 1〉2017
- 『図説 一冊で学び直せるキリスト教の本』監修 学研プラス 2020
- 『ここが変わった！「聖書協会共同訳」旧約編』月本昭男他著者多数 日本基督教団出版 2022
- 『神話世界と古代帝国』〈アジア人物史 1〉集英社 2023

※執筆担当：「西アジア神話」4-28頁、「ナザレのイエスと信仰のイエス・キリスト」249-258頁

### 翻訳
- A.ワイザー『エレミヤ書』上巻(1-25章)〈ATD 旧約聖書註解 20〉ATD・NTD聖書註解刊行会、1985
- 『ギルガメシュ叙事詩』岩波書店 1996 [9]
- 『旧約聖書』岩波書店。NCID BN16013302
  - I『創世記』1997。※創世記原典の翻訳に脚注を付し、解説を加える[10]。
  - IX『エゼキエル書』1999
  - XIII『ルツ記 雅歌 コーヘレト書 哀歌 エステル記』勝村弘也共訳 1998
- R.E.クレメンツ編『古代イスラエルの世界 社会学・人類学・政治学からの展望』木田献一共監訳 リトン 2002
- ハンス・G.キッペンベルク『宗教史の発見 宗教学と近代』渡辺学・久保田浩共訳 岩波書店 2005
- 『水墨 創世記』画：司修 岩波書店 2011。※翻訳は『創世記』（岩波書店 2004年刊 7刷)より。NCID BB05991424
- 『ギルガメシュ王の物語 ラピス・ラズリ版』司修画 ぷねうま舎 2012 [11]／新装版 2019 [3][12]
- 『死海文書』死海文書翻訳委員会 訳 ぷねうま舎 2018 [13]
  - Ｉ『共同体の規則・終末規定』共訳・共著者：松田伊作・上村静 [14]、2020

※担当：「ダマスコ文書」117-257頁、「ハラハーB」他 259-283頁（翻訳・訳注・解説担当）
- III『聖書釈義』〈死海文書 III〉共訳・共著者：山我哲雄・上村静・加藤哲平、2021

※担当：「タンフミーム」91-107頁
- 『バビロニア創世叙事詩 エヌマ・エリシュ』全訳・注解 ぷねうま舎 2022 [16]

## 受賞歴
出典：
- 1982年 日本オリエント学会賞
- 1983年 流沙海西学術賞
- 1987年 日本宗教学会賞
- 2023年 第7回三笠宮オリエント学術賞[18]

## 所属学会
- 日本宗教学会（評議員）
- 日本オリエント学会
- 日本旧約学会[19]
- 比較思想学会

## 関心分野
- 古代オリエント
- 楔型文字文書
- 聖書考古学[20]
- 旧約聖書
- 古代イスラエル
- 古代メソポタミア